# Igelitová taška

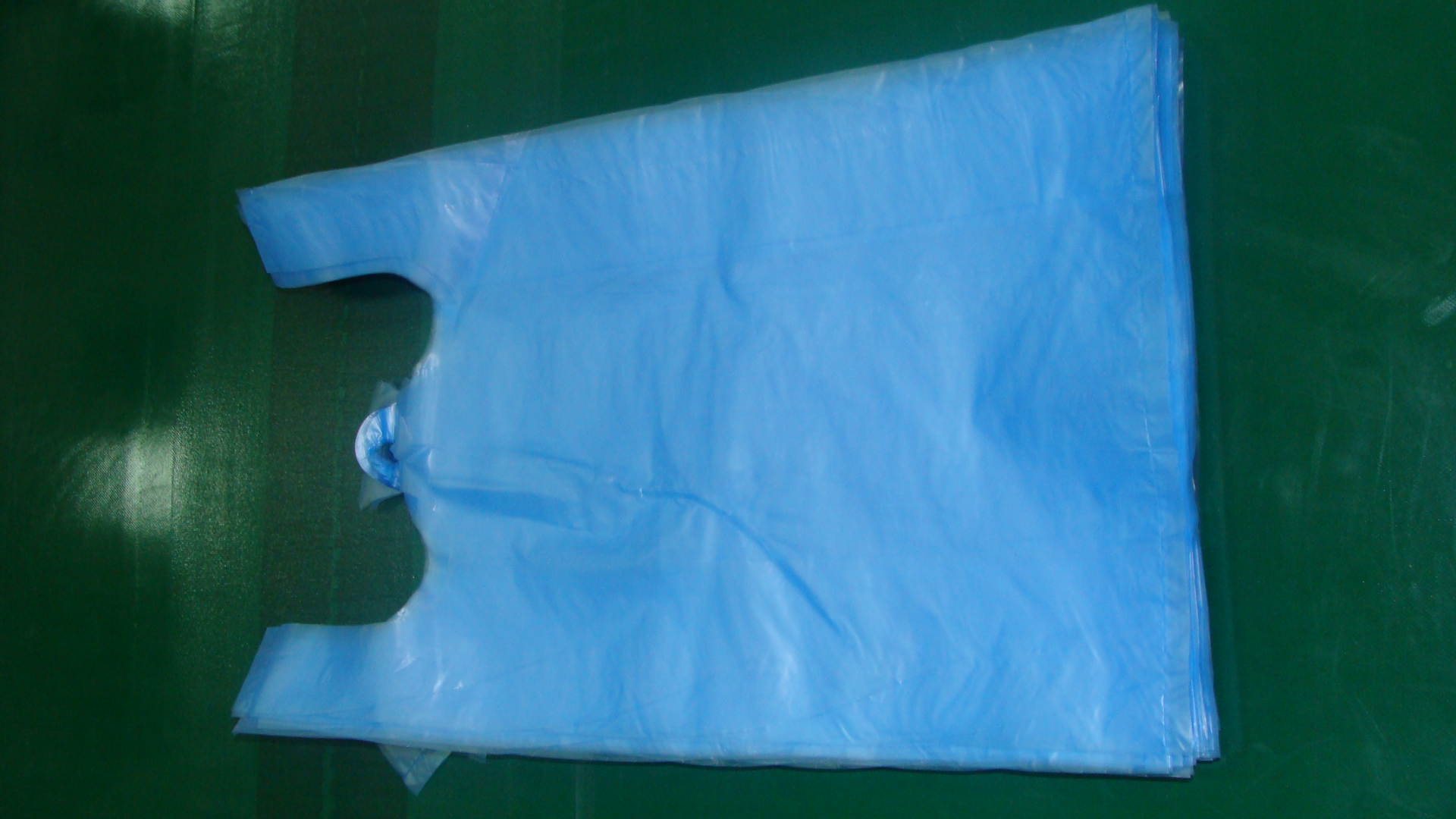
Igelitová taška

Lehká plastová nákupní taška (lidově též igelitová taška či igelitka) je jednoduchá taška vyráběná z plastu (obvykle nízkohustotního polyethylenu nebo polypropylenu, nikoliv igelitu), které nemá (zpravidla) dlouhou životnost, její základní smysl je totiž obvykle jen odnést si nákup z obchodu domů.
Nejrůznější supermarkety obvykle prodávají takovéto plastové tašky (se svým obchodním logem) u nákupní pokladny.
Mnoho obchodních firem využívá povrchu tašek jakožto prostor pro svoji firemní reklamu, tyto tašky bývají obvykle opatřeny firemním logem a dalšími doprovodnými nápisy. Ve specializovaných obchodech je ale možno běžně zakoupit plastové tašky čistě bílé tj. bez potisku.

## Název
Z věcného hlediska je pojem igelit v dnešním Česku používán většinou nesprávně. Historicky se obchodní název Igelit nebo Igelite totiž vztahuje k fóliím z měkčeného polyvinylchloridu (PVC) vyráběným od 30. let 20. století koncernem IG Farben. Zatímco PVC při hoření uvolňuje nebezpečné zplodiny, dnešní „igelitky“ jsou obvykle z polyetylenu, který lze spalovat bez vzniku škodlivých sloučenin.

## Vynalezení
Roku 1953 Karl Ziegler z Institutu císaře Wilhelma (dnes Institut Maxe Plancka) vynalezl extra hustou verzi polyetylenu (HDPE) a za svůj objev později (1963) obdržel Nobelovu cenu. Gustaf Thulin Sten z Švédské firmy Celloplast AB posléze vytvořil plastové tašky ze supertenkých trubic HDPE.

## Spotřeba
Agenturní zprávy obyčejně uvádějí, kolik ropy se spotřebuje na výrobu plastových tašek. Např. Deník.cz v roce 2008 uvedl, že Čína ročně spotřebuje 37 milionů barelů ropy, aby vyrobila 3 miliardy plastových tašek jen pro čínský trh. Katherina Mangu-Wardová uvádí, že původ takových čísel je nejasný, neboť je levnější vyrobit HDPE z přírodního plynu (metanu), než z ropy. Podíl plastových tašek vyrobených z ropy činil mezi lety 1981 a 2012 jen 3,2 %.
Podle americké Agentury pro ochranu životního prostředí vyhodili v roce 2010 Američané 690 000 tun HDPE tašek.

## Ekologické hledisko
Přestože různé americké ekologické organizace uvádějí podíl plastových tašek v odpadu mezi 3,8 % až 8 %.[zdroj?] Steven Stein z Úřadu plánování přírodních zdrojů ve Spojených státech v „Rozsáhlé a určující studii amerického odpadu“ zjistil, že jen 0,6 % všeho viditelného odpadu v celých Spojených státech jsou plastové tašky.

## Restrikce a redukce
Různé restrikce vedou ke snižování výroby a spotřeby plastových tašek. Roční zájem o tyto tašky se snížil z 1,6 milionů tun na 1,1 milionu.
Kritici restrikcí uvádějí, že škodlivost plastových tašek je sporná, jelikož alternativy k plastovým taškám podléhají stejným environmentalistickým tlakům v případě papírových tašek, nebo se mohou stát hygienickým problémem v případě látkových tašek. Pokud se navíc započítá příspěvek zatížení životního prostředí z celého řetězce výroby, tak textilní tašky zatěžují prostředí více. Mnoho igelitových tašek je také znovu použito v domácnostech, většinou při recyklaci odpadu.